# Polski ruch oporu we Francji
Po upadku Francji podczas II wojny światowej, wielu Polaków, którzy nie służyli w regularnym Wojsku Polskim we Francji lub którym nie udało się przedostać do Wielkiej Brytanii, gdzie formowały się Polskie Siły Zbrojne, stało się filarami polskiego ruchu oporu we Francji.

## Geneza

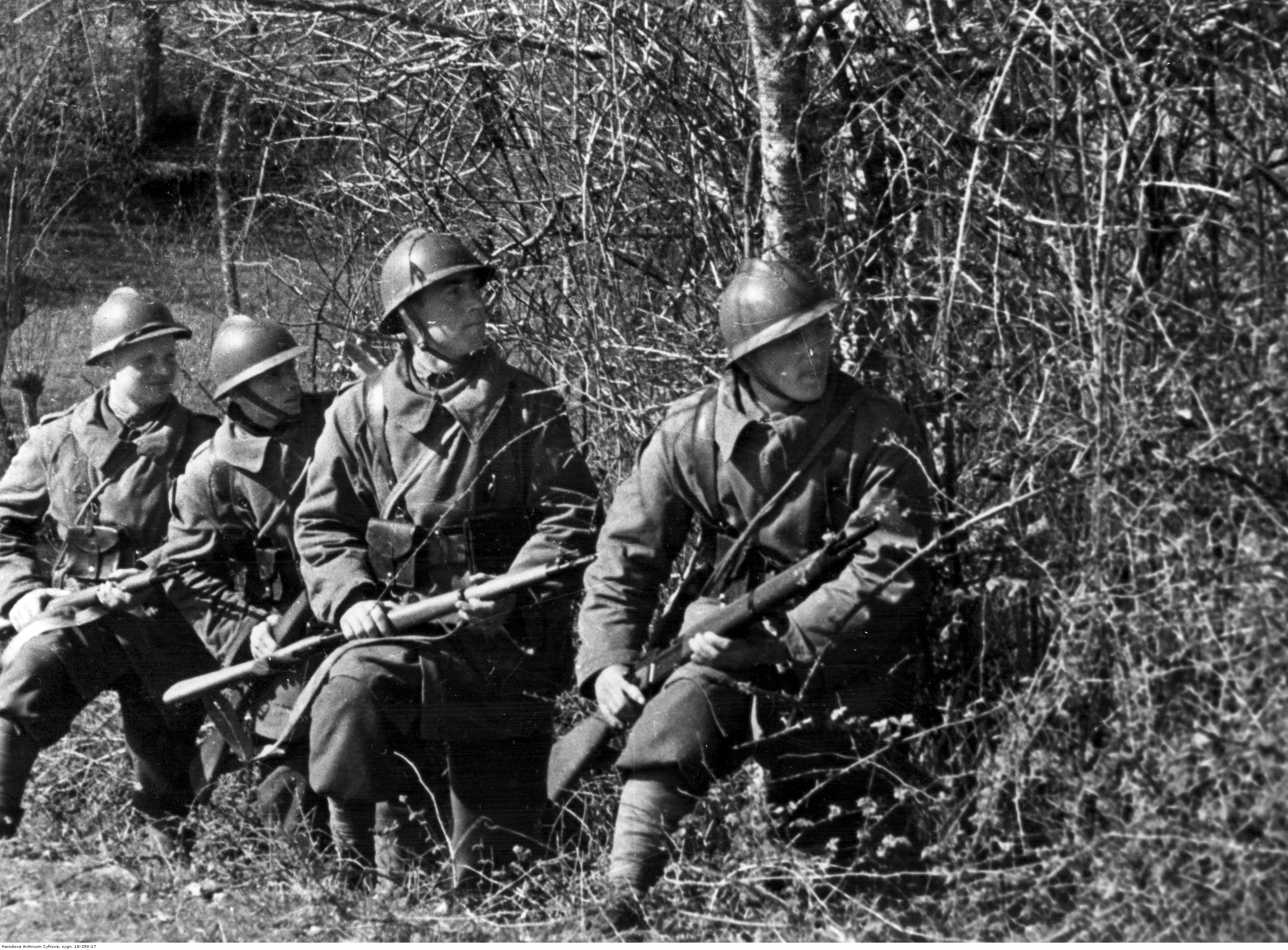
Polscy żołnierze we Francji, 1940

Opór Polaków w okupowanej Francji zaczął się organizować pod wpływem inspiracji Konsula Generalnego RP w Lille Aleksandra Kawałkowskiego ps. „Justyn”, w porozumieniu z polskim rządem na uchodźstwie w Londynie, przy wsparciu emisariusza Czesława Bitnera.
Polska Organizacja Walki o Niepodległość powstała 6 września 1941 roku we współpracy z francuskim ruchem oporu. Jej misją był wywiad, sabotaż, druk i kolportaż podziemnych gazet w języku polskim oraz palenie prohitlerowskiej prasy i literatury niemieckiej. Według komunikatów przesłanych przez francuską sekcję BBC, zdolność organizacji do przyjęcia zrzutów spadochronowych obejmowała 60 lądowisk na południu Francji oraz 41 na północy i w centrum. W ten sposób zrzucano na spadochronach oficerów, broń, sprzęt radiowy i materiały wybuchowe.
W nocy z 22 na 23 lipca 1943 roku, kiedy do Francji zrzucono pułkownika Antoniego Zdrojewskiego ps. „Daniel”, narodziło się zbrojne ramię POWN. W 1943 roku organizacja liczyła 4000 członków.

## Działania POWN

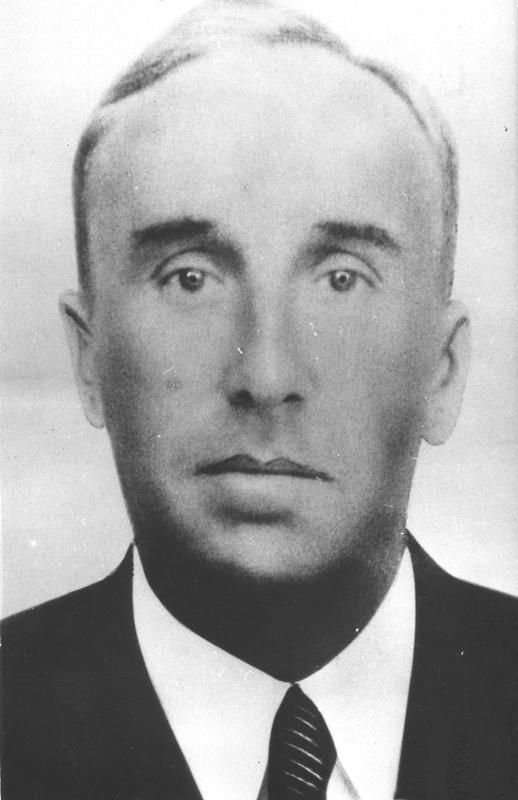
Kpt. Władysław Ważny, spadochroniarz Akcji Kontynentalnej, jeden z głównych poszukiwaczy wyrzutni V1 i V2, zastrzelony przez Niemców przy próbie aresztowania w 1944

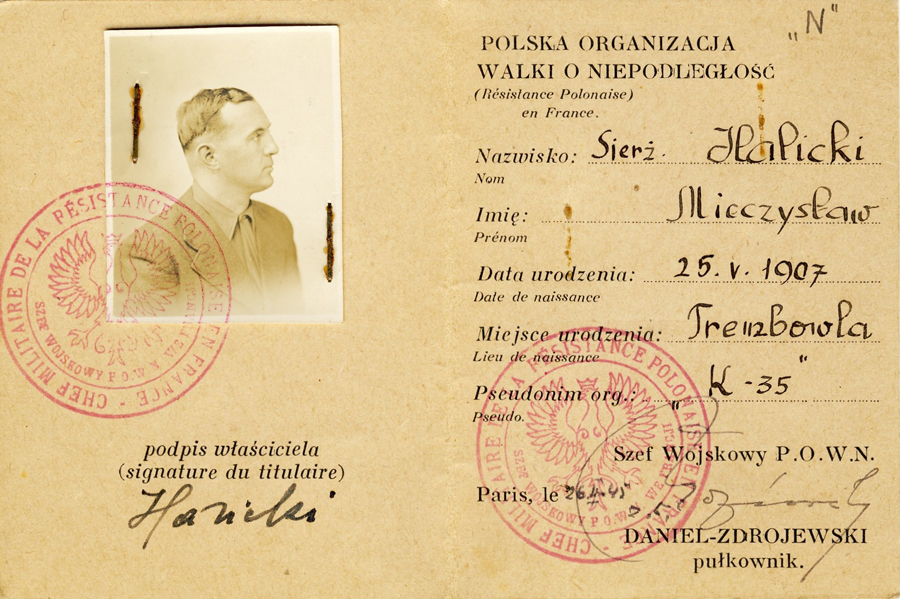
Legitymacja POWN należąca do sierżanta Mieczysława Halickiego

Płk. Zdrojewski został mianowany komendantem Polskiej Organizacji Walki o Niepodległość i stale pozostawał w bliskim kontakcie z generałem Marie Pierre Kœnigiem, naczelnym dowódcą Francuskich Sił Wewnętrznych (FFI). Stosunki pomiędzy Francuzami i Polakami, walczącymi ze wspólnym wrogiem, były bardzo przyjacielskie. We francuskim ruchu oporu, w ramach FFI, działały polskie kompanie. Bojowe sekcje POWN podejmowały transport i dostawę sprzętu oraz ludzi zrzucanych na spadochronach do miejsc przeznaczenia. Kobiety i młodzi harcerze pełnili misje łącznikowe, wywiadowcze, zajmowali się kolportażem podziemnych gazet, ulotek itd. Jednostki wywiadowcze przekazały informacje o 182 wyrzutniach latających bomb V1 i rakiet V2, z których 162 zostały następnie zbombardowane przez samoloty alianckie. Do zadań Sekcji Sabotażowej należało niszczenie linii telefonicznych i energetycznych, stawianie przeszkód na drogach, niszczenie lub przesuwanie znaków drogowych. Ich misją było także zachęcania lub ułatwianie dezercji Polaków przymusowo wcielonych do Wehrmachtu lub Organizacji Todta, w wyniku czego 15 000 z nich zdezerterowało z niemieckiego wojska, a 10 000 uciekło z Organizacji Todta.
Po lądowaniu aliantów w Normandii jednostki polskiego ruchu oporu we Francji podjęły otwartą walkę z okupantem. Batalion „Lwów” walczył w Cantal i Corrèze, zaś batalion „Warszawa” brał udział w operacjach w Isère i Alpach. W lipcu 1944 roku, na miesiąc przed wyzwoleniem Isère, uczniowie i nauczyciele polskiego liceum w Villard-de-Lans wzięli udział w walkach z Niemcami u boku francuskiego ruchu oporu na płaskowyżu Vercors. Spośród 27 Polaków zginęło 11 uczniów (w wieku od 16 do 19 lat), 2 nauczycieli i lekarz szkolny.
Jednostki POWN walczyły u boku FFI w departamentach Côte-d’Or, Jura i Saône et Loire. Po nawiązaniu kontaktu pomiędzy Narodową Radą Ruchu Oporu (CNR) a POWN grupy bojowe dowodzone przez płk. Zdrojewskiego zostały przyłączone do FFI na podstawie porozumienia z Lyonu z dnia 28 maja 1944 roku zawartego pomiędzy generałem Jacquesem Chabanem-Delmasem i pułkownikiem Antonim Zdrojewskim.
Kilkudziesięciu członków POWN uczestniczyło w walkach o Paryż latem 1944 roku.

## Inne polskie grupy oporu we Francji
POWN nie był jedyną polską grupą zaangażowaną w ruch oporu we Francji. Własne grupy oporu tworzyły także polskie organizacje komunistyczne, na podobnych zasadach do tych tworzonych przez Francuską Partię Komunistyczną, jak Imigrancka Siła Robocza (MOI). Członkami MOI byli głównie byli żołnierze Brygad Międzynarodowych z czasu wojny domowej w Hiszpanii, zwłaszcza Brygady im. Jarosława Dąbrowskiego (około 3000 ludzi). Polacy należeli także do Batalionów Młodzieżowych. Po wyzwoleniu Francji wielu z nich znalazło się w szeregach 19 i 29 Zgrupowania Piechoty Polskiej w ramach francuskiej 1 Armii „Ren i Dunaj”.
Członkowie Polskiej Partii Socjalistycznej utworzyli na początku 1941 roku w Departamencie Nord-Pas-de-Calais dwie własne organizacje podziemne: Organizację S i Organizację Orzeł Biały. Obie organizacje miały na celu informowanie Polaków we Francji o rozwoju sytuacji militarnej i rozpowszechnianie idei oporu wobec Niemców. We Francji działały także inne jednostki złożone z polskich Żydów. 
Przybycie POWN na górniczy obszar Nord-Pas-de-Calais doprowadziło do konfrontacji pomiędzy zwolennikami polskiego rządu na uchodźstwie a komunistami z MOI. W 1944 roku komunistyczne grupy oporu we Francji poparły tworzący się Polski Komitet Wyzwolenia Narodowego (PKWN), przeciwstawiając się tym samym organizacji podlegającej pod legalne polskie władze w Londynie.